# مارتين موين
مارتين موين (بالنرويجية البوكمول: Martine Moen)‏ مواليد 30 أكتوبر 1992 في ساربسبورغ، هي لاعبة كرة يد نرويجية. في فبراير 2015 تم استدعاؤها لتمثيل منتخب النرويج لكرة اليد للسيدات.

## الإنجازات
- كأس النرويج:
  - النهائي: 2014

## روابط خارجية
- مارتين موين على موقع الاتحاد الأوروبي لكرة اليد (الإنجليزية)